# Veljko Mršić
Veljko Mršić (Split, 13 de abril de 1971) es un exjugador y entrenador de baloncesto croata que actualmente dirige al KK Split de la Liga Croata de Baloncesto.

## Trayectoria deportiva

### Como jugador
Se formó en las categorías inferiores de la Cibona de Zagreb, club con el que obtuvo 6 títulos del campeonato croata. Tras marcharse de su país natal y proclamarse campeón de los respectivos campeonatos nacionales de Lituania y de Italia con el Zalgiris Kaunas y el Pallacanestro Varese, en la temporada 1999/00 firma un contrato con el Unicaja Málaga de la liga ACB con el que una temporada más tarde se hace con el título de campeón de la Copa Korac.

### Como entrenador
En junio de 2006, Mršić comenzó su carrera como entrenador en el KK Split. Su primera experiencia duró hasta diciembre de 2006.
El 13 de junio de 2007, fue nombrado entrenador del Pallacanestro Varese de la Lega Basket Serie A italiana.
En 2011, Mršić fue nombrado entrenador del equipo juvenil del KK Cedevita. 
El 11 de junio de 2012, Mršić fue nombrado entrenador del KK Cibona, pero el 26 de noviembre de 2012 fue despedido.
Más tarde, trabajó como entrenador asistente de Jasmin Repeša en el KK Cedevita, quien dejó el club por motivos de salud y fue relevado por Mršić en junio de 2015.
En la temporada 2015-16, el KK Cedevita ganó el título de la Liga Croata de Baloncesto y llegó a los playoffs de la ABA Liga.
En la temporada siguiente, KK Cedevita volvió a ganar el título de la Liga Croata de Baloncesto, pero perdió el último partido de los playoffs de la ABA Liga ante el Estrella Roja. 
En mayo de 2017, Mršić fue despedido de KK Cedevita y reemplazado por el renombrado entrenador esloveno Jure Zdovc.
El 27 de noviembre de 2017, Mršić fue nombrado entrenador del Bilbao Basket de la Liga ACB. El 30 de abril de 2018, sería destituido y reemplazado por el técnico esloveno Jaka Lakovič.
El 25 de junio de 2020, Mršić fue nombrado entrenador del KK Zadar. En la temporada 2020-21, lograría conquistar la Copa y en junio de 2021, lograría la Liga Croata de Baloncesto.
El 20 de enero de 2022, firma por el CB Breogán de la liga ACB. Consiguió 2 Copas Galicia (2022, 2024), una clasificación para la Copa del Rey de baloncesto (2022) y otra para la Liga de Campeones (2024).
El 3 de diciembre de 2024, sería destituido como entrenador del club lucense, siendo colista de la Liga Endesa, con un balance de 2-7 y a una victoria de la salvación.
El 14 de enero de 2025, firma por el KK Split de la Liga Croata de Baloncesto.

### Selección nacional

#### Como jugador
Fue internacional con todas las categorías inferiores de Croacia. Con la Selección absoluta consiguió las medallas de bronce en los Eurobasket de Alemania 93 y Grecia 95, así como en el Campeonato del Mundo de Canadá 94.

#### Como entrenador
El 2 de mayo de 2019, fue nombrado seleccionador de la Selección de baloncesto de Croacia.
Mršić debutó en el banquillo de Croacia en la Liga de Verano de la NBA de 2019, mientras que en julio de 2019 logró ganar el título de la Copa Stanković en China.

## Clubes como jugador
- 1991-96 Liga croata. Cibona de Zagreb.
- 1996-97 Liga lituana. Zalguiris Kaunas.
- 1997-98 Liga croata. Cibona de Zagreb.
- 1998-99 LEGA. Pallacanestro Varese.
- 1999-02 ACB. Unicaja Málaga.
- 2002 HEBA. Olympiacos.
- 2002-03 ACB. Casademont Girona.
- 2003 LEGA. Pippo Milán.

## Clubes como entrenador
- 2006 Liga croata. KK Split.
- 2007 Lega Basket Serie A. Pallacanestro Varese.
- 2012 Liga croata. KK Cibona.
- 2015-2017 Liga croata. KK Cedevita.
- 2017-2018 Liga ACB. Bilbao Basket
- 2019-2022 Selección de baloncesto de Croacia
- 2020-2021 Liga croata. KK Zadar
- 2022-2024 Liga ACB. CB Breogán

## Palmarés

### Clubes
- 6 veces campeón de la Liga de Croacia: 1992, 1993 ,1994, 1995, 1996 y 1998 todas ellas jugando para la Cibona de Zagreb.
- 2 veces campeón de la Copa de Croacia: 1995 y 1996 con la Cibona de Zagreb.
- 1 vez campeón de la Liga de Lituania: 1997 con el Zalgiris Kaunas.
- 1 vez campeón de la LEGA: 1999 con el Pallacanestro Varese.
- 1 vez campeón de la Copa Korac: 2001, con el Unicaja Málaga